# Свинецдииттербий
Свинецдииттербий — бинарное неорганическое соединение
иттербия и свинца
с формулой Yb2Pb,
кристаллы.

## Получение
- Сплавление стехиометрических количеств чистых веществ:

{\displaystyle {\mathsf {2Yb+Pb\ {\xrightarrow {1246^{o}C}}\ Yb_{2}Pb}}}

## Физические свойства
Свинецдииттербий образует кристаллы
ромбической сингонии, пространственная группа P nma, параметры ячейки a = 0,7478 нм, b = 0,5225 нм, c = 0,9549 нм, Z = 4,
структура типа силицида дикобальта Co2Si
.
Соединение конгруэнтно плавится при температуре 1246°C.